# Liste der Fornminnen in Liden

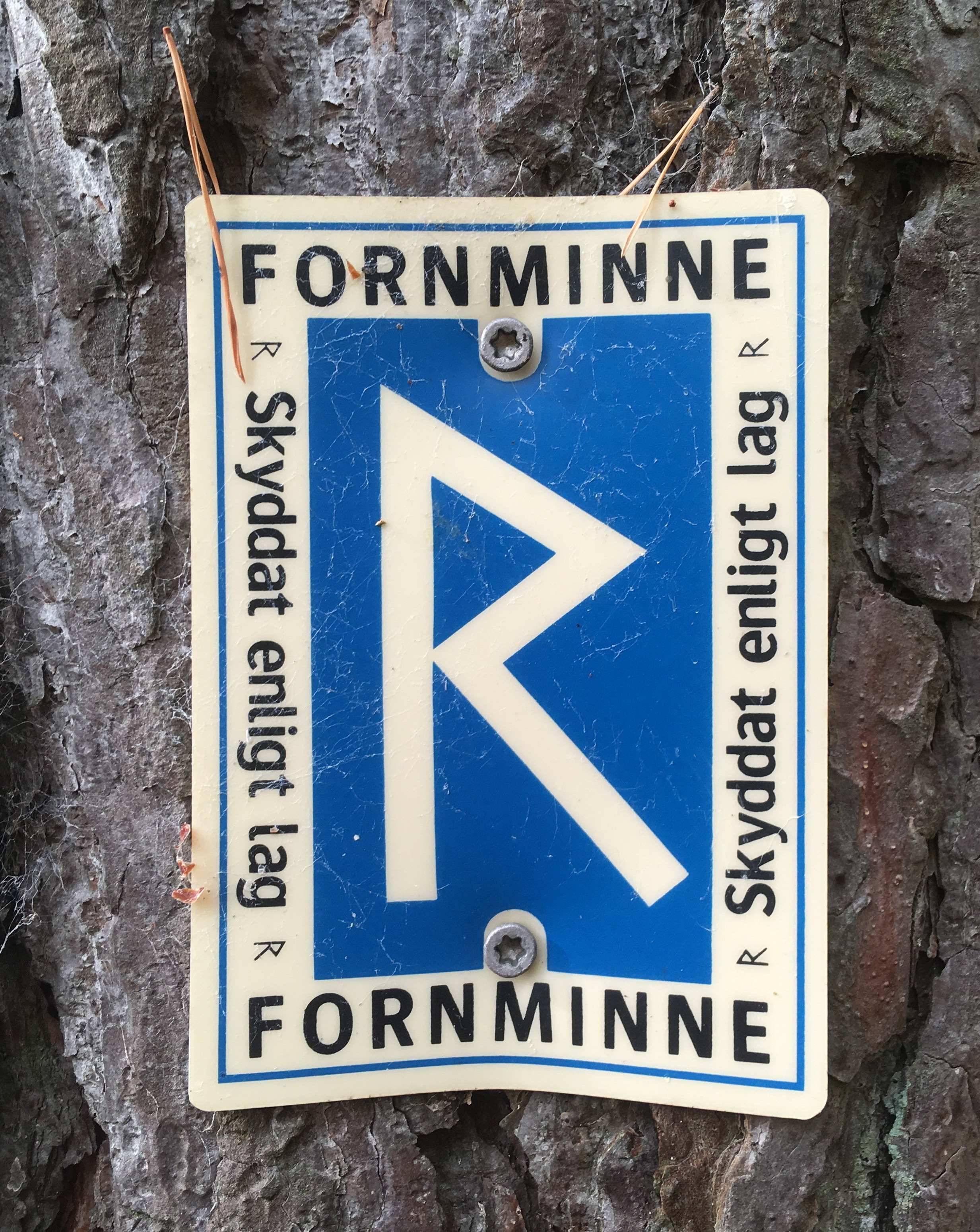
Zeichen für „Fornminnen“ in Schweden

Diese Liste der Fornminnen in Liden zeigt die „Alten/antiken Denkmale“ (schwedisch fornminnen) im ehemaligen Socken Liden in der heutigen Gemeinde Sundsvall der schwedischen Provinz Västernorrlands län, sie ist eine Teilliste der „Liste der Fornminnen in Västernorrland“. Die Aufteilung basiert auf der historischen Zuordnung der Gebiete in Socken (siehe auch) und der Einteilung des Zentralamts für Denkmalpflege Riksantikvarieämbetet (RAÄ). Es werden die Fornminnen aufgeführt, die auf dem Suchdienst „Fornsök“ registriert sind, welcher weitere Informationen zu den bekannten kulturhistorischen Überresten in Schweden enthält.

## Begriffserklärung
Fornminnen (schwedisch für alte/antike Denkmale oder archäologische Funde) sind in Schweden alte Objekte und archäologische Funde (Fornlämningar), welche die Überreste menschlicher Aktivitäten in der Vergangenheit bezeichnen, die durch frühere Nutzung entstanden sind und dauerhaft aufgegeben wurden. Dabei gilt für Fornminnen, die vor 1850 entstanden sind, dass sie automatisch durch das Gesetz geschützt sind. Aber auch jüngere Überreste können zu Bodendenkmalen erklärt werden, wenn sie sich an ihrem ursprünglichen Standort befinden und weitgehend erdgebunden sind. Als Fornminnen zählen u. a. Siedlungen und Siedlungsreste aus prähistorischer Zeit, Gräber und Grabstätten, Burgruinen, Ruinen von Klöstern, Kirchen und Schlössern, Steine und Felsen mit Inschriften und Bildern (z. B. Runensteine und Petroglyphen), insofern sie nicht schon als Einzeldenkmal unter Byggnadsminnen (schwedisch für Baudenkmale) oder kyrkliga Kulturminnen (schwedisch für kirchliches Kulturgut) ausgewiesen sind.

## Legende
| ID           | = | ID.Nr. des Denkmalregisters (Fornsök) im schwedische Amt für nationales Kulturerbe (Riksantikvarieämbetet (RAÄ)) |
| Lage         | = | Koordinatenangabe des Standorts                                                                                  |
| Bezeichnung  | = | Bezeichnung des Denkmalobjekts (auch RAÄ-Nr.)                                                                    |
| Beschreibung | = | Name (Denkmaltyp/Dokumentenverweis im Arkivsök) sowie eine kurze Beschreibung des Objekts                        |
| Bild         | = | Bild des Objekts sowie Verweis auf weitere Bilder                                                                |

## Liste Fornminnen Liden
| ID             | Lage    | Bezeichnung (RAÄ-Nr.)                | Beschreibung | Bild           |
| -------------- | ------- | ------------------------------------ | --- | -------------- |
| 10247600800001 | (Karte) | Liden 80:1 „Gammelbodarna“           | Liden 80:1 (Alm / L1936:6915) Überreste einer Gruppe von Almbauernhöfen, auf einem Gebiet (auch als schwedisch „Gammelbodarna“ bezeichnet) von etwa 360 x 50 m befinden sich Reste von 10 Hausfundamente und Steinhaufen sowie verstreute Fundamentsteine und Lesesteinhaufen. Auf einer Karte von 1766 ist das Gebiet auf einer Karte eingezeichnet und wird 1798 parzellenartig darstellt; um 1904 soll noch 1 Haus vorhanden gewesen sein. Das Gebiet befindet sich ca. 4,5 km nordöstlich von Liden zwischen den Seen Dacksjön und Lill-Vallsjön. | Weitere Bilder |
| 10247601000001 | (Karte) | Liden 100:1                          | Liden 100:1 (Alm / L1936:6439) Beschreibung ergänzen (auch als schwedisch „Västerfäbodarna“ bezeichnet) | Weitere Bilder |
| 10247601010001 | (Karte) | Liden 101:1                          | Liden 101:1 (Hügelgrab / L1936:6368) Beschreibung ergänzen | Weitere Bilder |
| 10247601010002 | (Karte) | Liden 101:2                          | Liden 101:2 (Hügelgrab / L1936:6987) Beschreibung ergänzen | Weitere Bilder |
| 10247601100001 | (Karte) | Liden 110:1                          | Liden 110:1 (Steinsetzung / L1936:6442) runde (ca. 5 m Durchmesser) Steinsetzung (auch als schwedisch „Domarringen“ bezeichnet) am Osthang des Indalsälven etwa 4 km südlich Liden, südlich bei der Ortschaft Österflygge; mittig mit Erde aufgeschüttet und bewachsen, 1953 wurde der Steinhaufen untersucht und festgestellt, das er um 1850 bei Landvermessungsarbeiten geplündert wurde und danach wie im 19. Jh. wiederhergestellt. Etwa 60 m südlich davon befindet sich das Gräberfeld Liden 125:1 (L1936:6691). | Weitere Bilder |
| 10247601170001 | (Karte) | Liden 117:1 „Lidens gamla kyrkogård“ | Liden 117:1 (Friedhof / L1936:5905) Der Friedhof an der alten Kirche in Liden (auch als schwedisch „Lidens gamla kyrkogård“ bezeichnet), ist lt. Suchdienst „Fornsök“ als Fornminne registriert und besteht aus 4 Teilen: - dem verlassenen Friedhof, einem fast quadratischen Areal (von 30 x 29 m) um die Kirche, welches von einer etwa 2 m dicken und 1 m hohen Hecke aus Fichten umgeben ist. Im Südwesten der Hecke befindet sich noch ein hölzernes Durchgangshaus, worin die ehemaligen eisernen Dachkreuze ausgestellt sind. - der alten Kirche von Liden: hier als "Liden 117:2" (L1936:6534) bezeichnet, siehe auchLiden 1:1 (21300000002470) aus dem 15. Jh. als „Kyrkligt kulturminne“ registriert. - der hölzerne Glockenturm, etwa 30 m östlich der Kirche - einem Gedenkstein, hier als "Liden 117:3" (L1936:5906) bezeichnet, nördlich an der Kirche mit Inschrift für „Magnus Huss“ (1755-1797), einem schwedischen Kaufmann, er war der Onkel des Arztes Magnus Huss, Inschrift lautet: MAGNUS HUSS *1755 +1797 SEKELGAMLA HUGSKOTT BRAGTE HAN TILLVERKSAMHET. HAN TYSTADE FALLET. LADE ÄLVEN TILL RO. FRAMSYNT DJÄRVHET BLEVTILL BÅTNAD FÖR FISKE. SKOGSVÅRD. INDUSTRI. | Weitere Bilder |
| 10247601250001 | (Karte) | Liden 125:1                          | Liden 125:1 (Gräberfeld / L1936:6691) ovales Gräberfeld (etwa 34 x 30 m) am Ostuferhang des Indalsälven etwa 4 km südlich Liden, südlich bei der Ortschaft Österflygge; bestehend aus 10 runden Steinsetzungen (zwischen 4 und 8 m Durchmesser), welche tw. stark überwachsen sind und durch frühere landwirtschaftliche Bearbeitung beschädigt wurden. Etwa 60 m nördlich davon befindet sich die Steinsetzung Liden 110:1 (L1936:6442). | Weitere Bilder |
| 10247601480001 | (Karte) | Liden 148:1                          | Liden 148:1 (Alm / L1936:6609) Beschreibung ergänzen (auch als schwedisch „Backbodarna“ bezeichnet) | Weitere Bilder |
| 10247601530001 | (Karte) | Liden 153:1                          | Liden 153:1 (Alm / L1936:6008) Beschreibung ergänzen | Weitere Bilder |
| 10247601570001 | (Karte) | Liden 157:1                          | Liden 157:1 (Alm / L1936:6597) Beschreibung ergänzen (auch als schwedisch „Västerbodarna“ bezeichnet) | Weitere Bilder |
| 10247602480001 | (Karte) | Liden 248:1 „Kråktorpet“             | Liden 248:1 (Fossilienfeld / L1936:6679) etwa 210 × 140 m großes Fossilienfeld (zusammen mit Liden 248:2 (L1936:6678) als schwedisch „Kråktorpet“ bezeichnet), bestehend aus 20 runden Steinhaufen (ca. 3-5 m Durchmesser) und Überresten von zwei Hausfundamenten einer ehemaligen Wohnsiedlung | Weitere Bilder |
| 10247602480002 | (Karte) | Liden 248:2 „Kråktorpet“             | Liden 248:2 (Wohnsiedlung / L1936:6678) Überreste einer ehemaligen Wohnsiedlung (zusammen mit Liden 248:1 (L1936:6679) als schwedisch „Kråktorpet“ bezeichnet), bestehend aus 2 Hausfundamenten (etwa 6 x 4 m Größe) mit deutlich erkennbaren Mauerstrukturen. | Weitere Bilder |